# 295 f.Kr.
| 295 f.Kr.          |
| ------------------ |
| Dødsfald - Fødsler |
|                    |

## Begivenheder
- I den 2. samnitterkrig tilføjede den romerske hær i et slag ved Sentinum et afgørende nederlag til en koalition af umbriere, sabiner, etruskere og gallere.